# William R. Miller
Pour les articles homonymes, voir William Miller et Miller.
William Richard Miller est professeur émérite américain de psychologie et de psychiatrie de l'université du Nouveau-Mexique à Albuquerque. Miller et Stephen Rollnick sont les cofondateurs de l'entretien motivationnel. Il a été classé comme l'un des scientifiques les plus cités dans le monde par l'Institute for Scientific Information.

## Formation
Miller a reçu son titre Ph.D. en psychologie clinique de l'université de l'Oregon en 1976.

## Carrière
Miller est professeur émérite de psychologie et de psychiatrie affilié au Center on Alcoholism, Substance Abuse, and Addictions (CASAA) à l'université du Nouveau-Mexique (UNM) ; université rejointe en 1976. Il a enseigné un large éventail de sujets, notamment des cours sur l'alcoolisme et la psychopathologie, ainsi que des séminaires sur la psychologie positive et les prophéties auto-réalisatrices. Son intérêt scientifique principal est la psychologie du changement, mais sa recherche couvre également le traitement des conduites addictives, l'autorégulation, la spiritualité, la psychologie, la motivation au changement, et la psychologie pastorale. Il a été chercheur à la Health & Science University Oregon, à l'université de Nouvelle-Galles du Sud à Sydney, en Australie, à l'université Stanford, à l'université de Bergen et à la clinique de Hjellestad en Norvège.

### Entretien motivationnel
Miller a changé la vision des cliniciens sur la nature des troubles de la consommation de substances, de leur traitement et des moyens d'effectuer des changements chez les patients. Au début de sa carrière, il a souligné que tous les problèmes d'alcoolisme n'étaient pas forcément sévères. Sa méta-analyse des traitements des problèmes d'alcool montre un ordre de classement du plus efficace, dont les traitements sont actifs et empathiques (entretien motivationnel), au moins efficace, dont les traitements sont passifs (films, conférences) ou conflictuels. Il a aussi démontré que la confrontation qui conduit à des états de résistance et de refus sont souvent le fait de traits addictifs. L'entretien motivationnel (ou thérapie motivationnelle) évite la création de telles résistances, en évitant la confrontation et en suscitant la motivation avec de l'empathie et des questions ouvertes.

### L'auto-assistance pour abus d'alcool
Miller a développé un programme de self-control testé avec succès chez les buveurs non dépendants. Une observation notable était que les gens qui étudiaient seuls grâce à un livre d'auto-assistance avaient en moyenne autant de succès pour modérer leur consommation d'alcool que ceux qui recevaient la consultation externe. 

## Publications
- (en) William R. Miller et Carl E. Thoresen, « Spirituality, religion, and health: An emerging research field », American Psychologist, vol. 58, no 1,‎ janvier 2003, p. 24–35 (PMID 12674816, DOI 10.1037/0003-066X.58.1.24)
- W. R. Miller, Living As If: How Positive Faith Can Change Your Life. Philadelphia: Westminster Press, c 1985.
- W. R. Miller et S. Rollnick, Motivational Interviewing, Third Edition: Helping People Change. NY: Guilford Press, 2012  (ISBN 978-1-60918-227-4).
- W. R. Miller, A. Zweben, C. C. DiClemente, R. G. Rychtarik, Motivational Enhancement Therapy Manual. Washington, National Institute on Alcohol Abuse and Alcoholism, Project MATCH Monograph Series, Volume 2.
- W. R. Miller et R. F. Muñoz (2005), Controlling Your Drinking: Tools to Make Moderation Work for You, New York: Guilford Press  (ISBN 978-1-57230-903-6).
- W. R. Miller et H. D. Delaney (rédacteurs) (2005), Judeo-Christian Perspectives on Psychology: Human Nature, Motivation, and Change, Washington, DC: American Psychological Association.
- W. R. Miller et K. M. Carroll (rédacteurs) (2006), Rethinking Substance Abuse: What the Science Shows and What We Should Do About It,  New York: Guilford Press.
- W. R. Miller et J. C. Baca (2001), Quantum Change: When Epiphanies and Sudden Insights Transform Ordinary Lives, New York: Guilford Press  (ISBN 978-1-57230-505-2).
- W. R. Miller, A. A. Forcehimes et A. Zweben (2011), Treating Addiction: A Guide for Professionals, New York: Guilford Press  (ISBN 978-1-60918-638-8).
- (en) William R. Miller (dir.), Integrating Spirituality into Treatment : Resources for Practitioners, Washington, DC, American Psychological Association, 1999, 293 p. (ISBN 1-55798-581-2) (OCLC 40948408)